# Henry Flitcroft
Henry Flitcroft (30 agosto 1697 – 25 febbraio 1769) è stato un architetto inglese della seconda generazione del Palladianesimo.
Di origini umili - il padre era un giardiniere a Hampton Court - si ruppe una gamba cadendo da un'impalcatura mentre lavorava come carpentiere nella Burlington House. Mentre recuperava, il giovane Richard Boyle di Burlington notò il suo talento con la matita, e a partire dal 1720 Flitcroft diventò l'assistente di Burlington per disegno e architettura. Lavorando nel giro che stava portando avanti gli ideali del Palladianesimo, Flitcroft si formò a questo stile.
Flitcroft ripassò per la pubblicazione i disegni di The Designs of Mr. Inigo Jones, che William Kent pubblicò nel 1727, sotto la supervisione di Burlington. Nel mese di maggio 1726 Burlington procurò al suo allievo un lavoro all'Office of Works, l'ufficio che si occupava delle pubbliche, ottenendo di fatto una posizione di prestigio in architettura. A lui, però, non arrivò nessuna prestigiosa committenza reale, a parte alcuni lavori richiesti privatamente dal Duca di Cumberland nel Windsor Great Park, ma le commissioni di privati lo tennero occupato per gran parte della sua vita.
Come molti altri architetti, realizzò alcune costruzioni economicamente vantaggiose nelle strade londinesi di recente costruzione, fornì le pietre e ottenne che venissero realizzati gli edifici da lui progettati.

## Principali opere
- St. Giles-in-the-Fields, Londra: 1731–34.
- Ditchley House, Oxfordshire: dal 1724 onwards. In collaborazione con William Kent, firmò gli interni.
- Wentworth Woodhouse, West Riding, Yorkshire: dal 1735 ricostruì e allargò la facciata ovest e aggiunse le ali
- Wimbourne House, Wimbourne St Giles, Dorset: 1740–44. Interni.

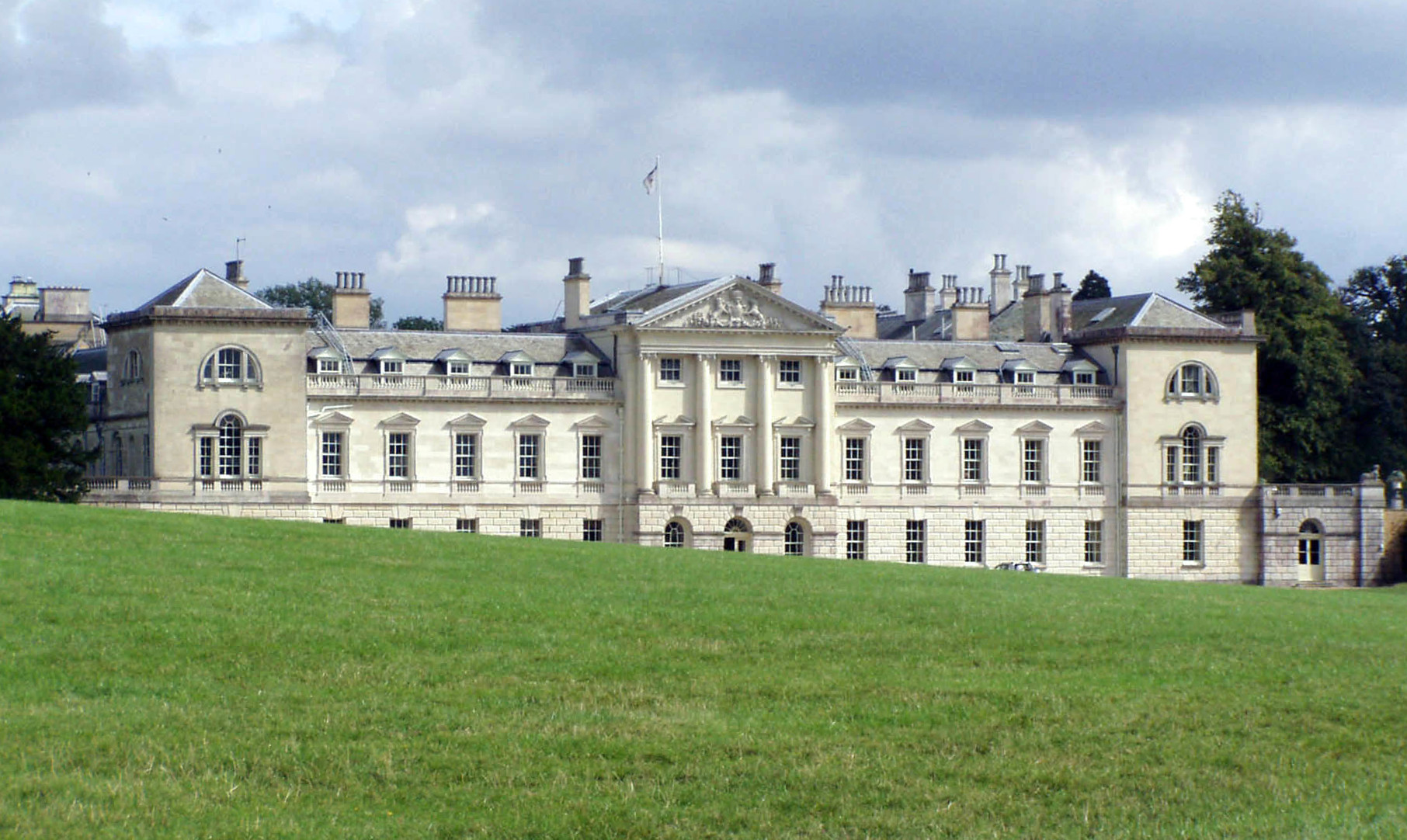
Woburn Abbey

- Stowe House, Buckinghamshire: 1742 circa. La Galleria di Stato (attribuzione incerta).
- Wimpole Hall, Cambridgeshire: 1742–45.
- Stourhead, Wiltshire: 1744–65. I templi dei giardini
- Woburn Abbey, Bedfordshire: 1748–61.
- Milton House, Northamptonshire: 1750–51.

Flitcroft realizzò molte opere nel West End di Londra.

## Fonti
- Howard Colvin, A Biographical Dictionary of British Architects, 1600-1840 (1997) ISBN 0-300-07207-4